# Kondakovia
Kondakovia is een geslacht van inktvissen uit de familie van de Onychoteuthidae.

## Soorten
- Kondakovia longimana Filippova, 1972
- Kondakovia nigmatullini Laptikhovsky, Arkhipkin & Bolstad, 2009